# Gorkovskaja (stanice metra v Petrohradu)
Gorkovskaja (rusky Горьковская) je stanice petrohradského metra.

## Charakter stanice
Stanice se nachází na Moskovsko-Petrogradské lince, je podzemní, trojlodní a ražená, 53 m pod povrchem. Střední loď je zkrácená; na jedné straně ukončená dekorativním reliéfem s Maximem Gorkým, na druhé pak přechází do eskalátorového tunelu. Výstup má stanice tedy jen jeden, vede do povrchového vestibulu, který má kruhový půdorys s kupolí. Obklad podzemního prostoru pak působí velmi stroze, byl použit jen jeden druh kamene, kterým je vápenec. Stěny za nástupištěm jsou obložené dlaždicemi a dekorativními plastikami.
Pro veřejnost se otevřela 1. července 1963, jako součást úseku Technologičeskij institut – Petrogradskaja. Pojmenována je podle spisovatele Maxima Gorkého a přilehlé ulice, nesoucí dříve také jeho jméno.

## Nadzemní část
Vestibul leží v blízkosti korunní hradby Petropavlovské pevnosti, ve vidlici Kronverského a Kamennoostrovského prospektu. Původní vestibul byl typový pro stanice leningradského metra postavené ve chruščovovských časech (podobné byly ve stanicích Park Pobědy, Elektrosila a Frunzenskaja). Byla to přízemní válcová stavba postavená podle projektu architektů Arona Geckina a Valentiny Šuvalovové. Po tragédii na stanici Sennaja ploščaď musela být stříška nad vchodem dodatečně upevněna podpěrami. 
V roce 2009 byl starý pavilon nahrazen novou jednopatrovou stavbou na kruhovém půdorysu o trojnásobně větší ploše. Stejně jako původní stavba, je i nový pavilon kvůli hrozbě blízké řeky Něvy vybudován na vyvýšeném prostranství.

## Podzemí

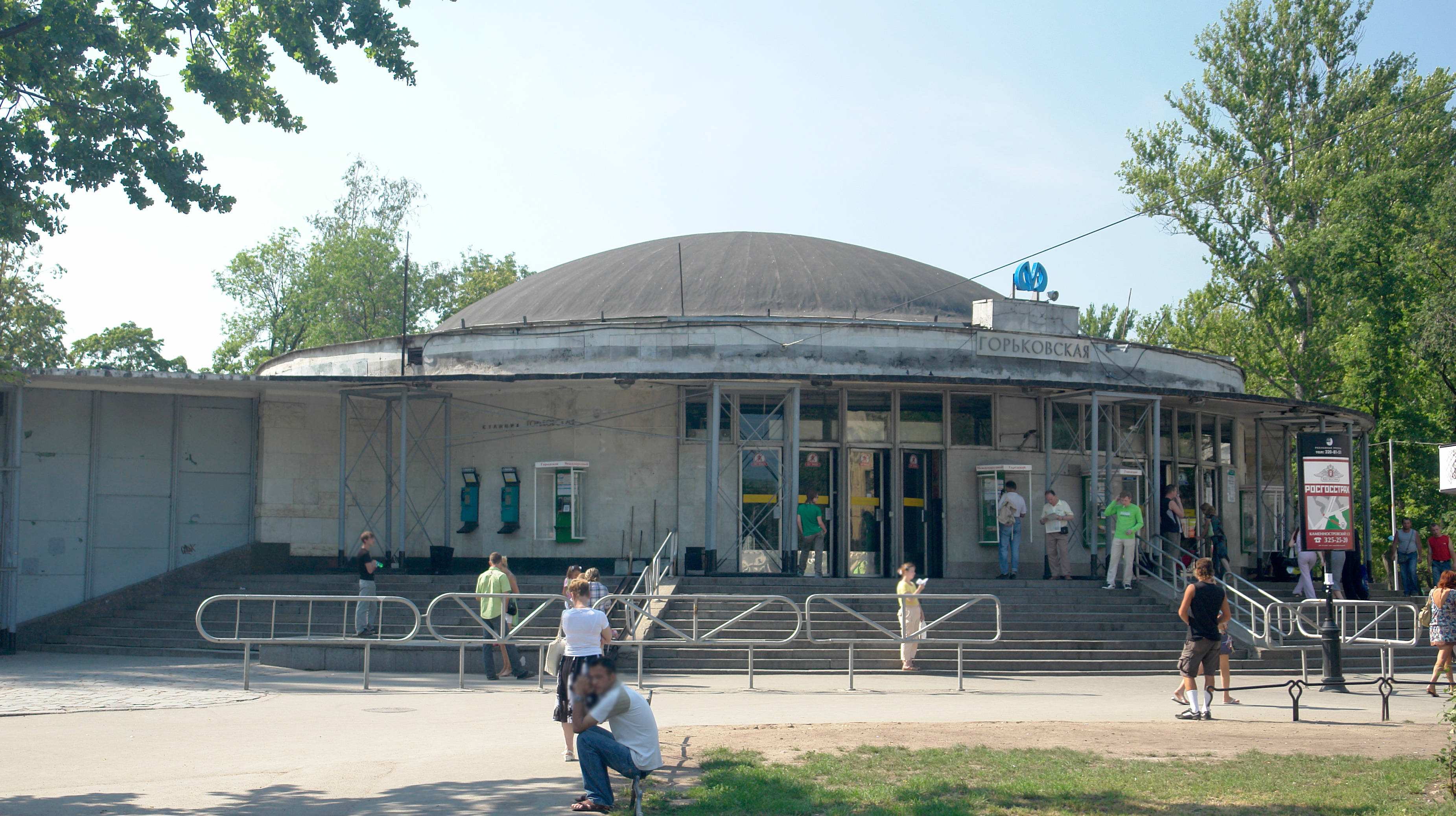
Starý vestibul

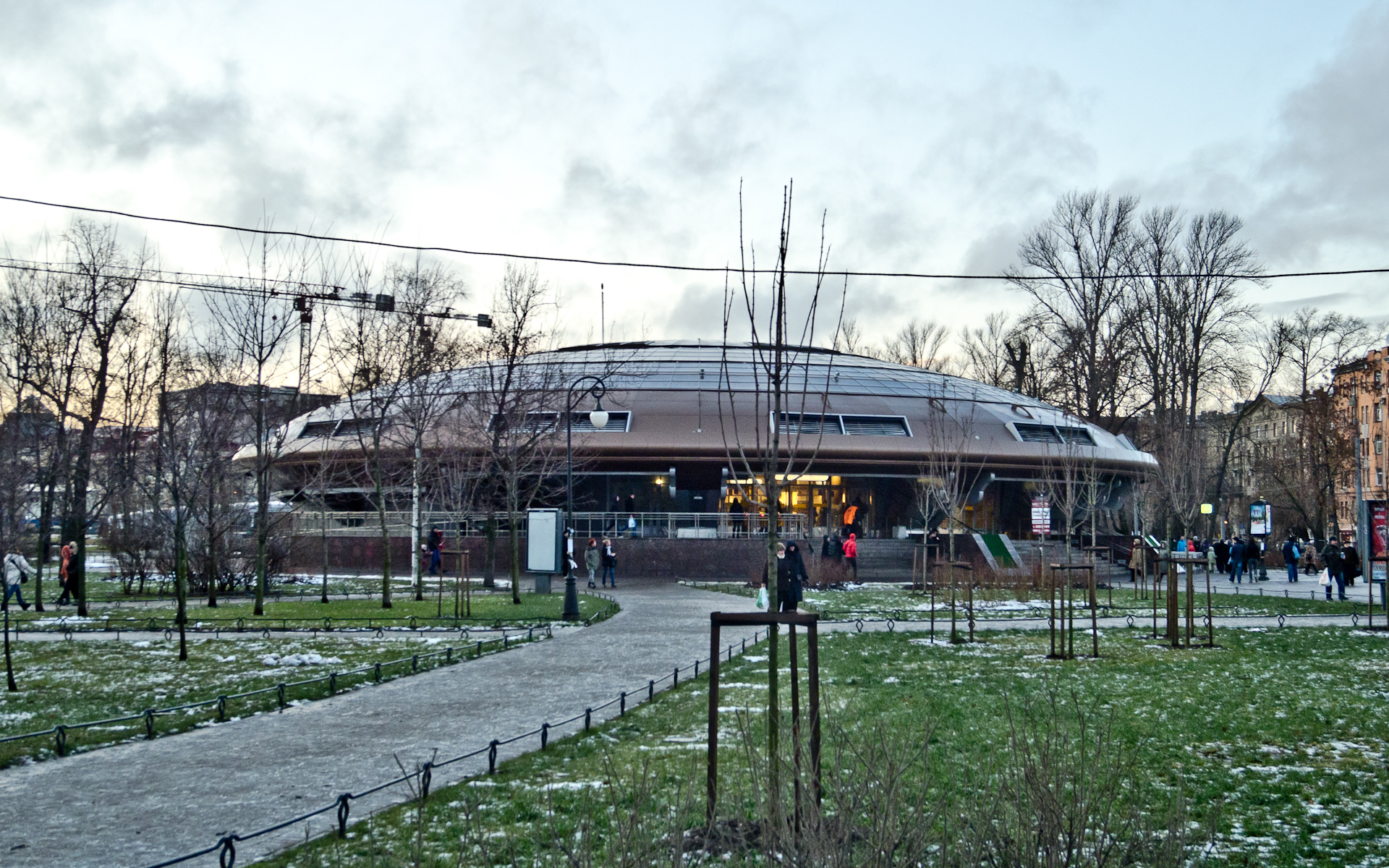
Nový vestibul (2011)

Stanice je sloupová, se zkráceným centrálním prostorem, hluboce založená (přibližná hloubka 53 m). Je první se sedmi po sobě jdoucích sloupových stanic. Střídmá výzdoba je věnována spisovateli Maximu Gorkému. Sloupy jsou obložené saaremským vápencem, vložené hrubě opracované bloky působí stroze. Kulaté lampy osvětlení jsou vloženy do sloupové římsy. Přední stěnu centrálního podzemního sálu zaplňuje portrét spisovatele vytvořený ze stejného kamene. Na stěnách chodeb jsou zavěšeny umělecké mříže s motivy Gorkého děl. Kromě nich, dvířka rozvodných skříní v přístupových chodbách jsou ozdobena motivem bouřňáka zhotoveného z tmavého kovu. Centrální sál je vydlážděn šedou žulou, na podlahách nástupišť býval asfalt, který byl při rekonstrukci nahrazen žulou. Šikmá chodba se třemi eskalátory ústí na severním konci centrálního sálu.

## Zvláštnosti stavby
- Při ražbě tunelu  pod Něvou mezi stanicemi Něvskij prospekt a Gorkovskaja byla v rajónu Martových polí zjištěna dosud neznámá propadlina na dně. Nezbylo než razit tunel s nejvyšším možným úklonem. V tomto úseku se ocitá první vagón o šest metrů níže, než poslední.
- Centrální sál je nejkratší v celém petrohradském metru.[1]